# Scripte (typographie)

Il existe une multitude de polices scriptes (ici : la police Mistral) pour le traitement de texte.

Les polices scriptes (selon la classification Vox-Atypi) sont inspirées par l’écriture manuscrite : ce faisant, elles cherchent à suggérer une information sur l’auteur du message, en plus du contenu du message lui-même (métier, personnalité, intention, vitesse, etc.) ; la lisibilité passe souvent au second plan : c’est pourquoi il vaut mieux réserver l’emploi de ces polices à des messages brefs et informels, voire purement ludiques.
Se rangent dans la catégorie des scriptes, entre autres :
- l'Anglaise de Firmin Didot (1806) ;
- le Dom Casual de Pete Dom (1951), pour American Type Founders ;
- le Mistral de Roger Excoffon (1953) ;
- le Freestyle Script de Martin Wait (1981) ;
- le Lucida Handwriting de Kris Holmes et Charles Bigelow (1985) pour Microsoft ;
- l’ITC Viner Hand de John Viner (1995) pour Agfa Monotype ;
- le Zapfino (en) d'Hermann Zapf (1998), inclus dans Mac OS X et iOS.

Comme l’idée d’origine n’évite pas une impression de régularité qui fait un peu manquer l’objectif (faire croire qu’il s’agit d’un manuscrit), diverses tentatives ont été faites pour varier aléatoirement la graisse des pleins et des déliés. L’aspect cursif de l’écriture est le point le plus difficile à retranscrire, une lettre se raccordant à la suivante de manière différente ; les créateurs de caractères ont tendance à multiplier les ligatures.
Les polices numériques permettent à cet égard beaucoup plus de liberté que la typographie plomb traditionnelle.